# Gqタンパク質αサブユニット
Gqタンパク質αサブユニット（英: Gq protein α subunit）は、ヘテロ三量体Gタンパク質のαサブユニットのファミリーである。密接に関連するファミリーのメンバーも含めて、 Gq/11（Gq /G11）ファミリーまたはGq/11/14/15ファミリーとも呼ばれる。 Gqタンパク質αサブユニットは、Gqα、Gαqなどとも表記される。 Gqタンパク質はGタンパク質共役受容体と共役し、ホスホリパーゼCβ（PLC-β）を活性化する。PLC-βはホスファチジルイノシトール-4,5-ビスリン酸（PIP2）をジアシルグリセロール（DAG）とイノシトール三リン酸（IP3）に加水分解する。IP3は貯蔵されているカルシウムを細胞質に放出するセカンドメッセンジャーとして作用し、DAGはプロテインキナーゼC（PKC）を活性化するセカンドメッセンジャーとして作用する。

## ファミリーのメンバー
ヒトではGqαサブユニットファミリーには4つのメンバーが存在する。 
- GqαはGNAQ（英語版）遺伝子によってコードされる。
- G11はGNA11（英語版）遺伝子によってコードされる。
- G14αはGNA14（英語版）遺伝子によってコードされる。
- G15αはGNA15（英語版）遺伝子によってコードされる。

## 機能
Gqの一般的機能は、細胞表面のGタンパク質共役受容体（GPCR）の活性化に応答して細胞内シグナル伝達経路を活性化することである。GPCRは、受容体-トランスデューサー-エフェクターという3つの構成要素からなるシステムの一部として機能する。このシステムのトランスデューサーはヘテロ三量体Gタンパク質であり、3つのサブユニットから構成される。GqαなどのGαタンパク質は、強固に結合した2つのタンパク質、GβとGγ（Gβγ複合体）と複合体を形成している。受容体によって刺激されていないときには、GαはGDPを結合し、Gβγと不活性なGタンパク質三量体を形成している。受容体に細胞外の活性化リガンド（ホルモンや神経伝達物質など）が結合すると、活性化された受容体はグアニンヌクレオチド交換因子として作用し、GαからのGDPの放出とGTPの結合を促進し、それによってGβγからGTP結合型Gαの解離を駆動する。解離したGTP結合型GαとGβγは、それぞれ下流のシグナル伝達酵素を活性化する。近年、GβγとGTP結合型Gqαは、GqαのN末端のαヘリックス領域を介して部分的な相互作用を維持していることが示唆されている。
Gq/11/14/15タンパク質は、PLC-βを活性化することでカルシウムとPKCを介した経路へシグナルを伝達する。PLC-βは、細胞膜のリン脂質PIP2をDAGとIP3に切断する。DAGは膜にとどまり、IP3は可溶性分子として細胞質へ放出される。IP3は拡散し、小胞体の専門化したカルシウムチャネルであるIP3受容体に結合する。これらのチャネルはカルシウムに対して特異的であり、カルシウムの小胞体から細胞質への移行のみを行う。細胞はカルシウムを能動的に小胞体に隔離して細胞質のカルシウム濃度を低く維持しているため、この放出は細胞質のカルシウム濃度の上昇を引き起こし、カルシウム結合タンパク質やカルシウム感受性過程を介して細胞内の活性の変化のカスケードを引き起こす。
DAGは放出されたカルシウムとともにPKCの特定のアイソフォームを活性化し、活性化されたPKCは他の分子をリン酸化することでさらに細胞の活性を変化させる。
Gq/11αのQ209L変異はぶどう膜悪性黒色腫の発症と関係しており、その薬理学的阻害（FR900359環状デプシペプチド）は腫瘍の成長を減少させることが臨床前試験で示されている。

## 受容体
次に挙げるGタンパク質共役受容体がGqと共役する。
- セロトニン受容体 5-HT2（英語版）
- アドレナリン受容体 α1（英語版）
- バソプレシン受容体 1A（英語版）、1B（英語版）
- アンジオテンシンII受容体 1型（英語版）
- カルシトニン受容体（英語版）
- ヒスタミン受容体 H1（英語版）
- 代謝型グルタミン酸受容体 グループI（mGluR1（英語版）、mGluR5（英語版））
- ムスカリン性アセチルコリン受容体（英語版） M1（英語版）、M3（英語版）、M5（英語版）[6]
- 微量アミン関連受容体 TAAR1（英語版）

少なくとも一部のGq共役型受容体（ムスカリン性アセチルコリンM3受容体など）は、不活性状態で既にGqと組み立てられた（既に共役した）状態で存在している。この不活性状態の受容体とGタンパク質との組み立てには、Gq共役型受容体のC末端テールに共通する塩基性残基に富む領域が必要なようである。